# Andrea Fischbacher
Andrea Fischbacher (n. 14 octombrie 1985, Schwarzach im Pongau⁠(d), Salzburg, Austria) este o schioare alpină austriacă, medaliată olimpică. A participat la 2 ediții ale Jocurilor Olimpice (2006, 2010) în care a câștigat o medalie de aur.